# ロベルト・ハーベック
ロベルト・ハーベック （ドイツ語：Robert Habeck 、1969年9月2日リューベック - ）はドイツの政治家、著作家。所属政党は同盟90/緑の党 。元同党党首（共同党首）。2021年発足のショルツ内閣で副首相兼経済・気候保護大臣を務めた。
2009年、ハーベックはシュレースヴィヒ＝ホルシュタイン州議会選挙における同盟90/緑の党州支部の政党名簿に初めて載ると同時に、州議会会派院内総務に就任した。2012年のシュレースヴィヒ＝ホルシュタイン州州議会選挙において、彼は同盟90/緑の党代表候補になり当選した。2017年までシュレースヴィヒ・ホルシュタイン州副首相と州政府エネルギー改革、農業、環境相を務めた。2017年州議会選挙後の2017年6月28日、ダニエル・ギュンター (CDU)が州首相になり、キリスト教民主同盟 (CDU)、自由民主党 (FDP)、同盟90/緑の党の連立州政府が発足し、ハーベックは州副首相、エネルギー改革、農業、環境、自然保護・デジタル化担当相に任命された。ハーベックが同盟90/緑の党の党首に就任した2018年1月27日以降も、移行期間として州の大臣関係の職務を果たした 。後任の州政府閣僚職はジャン・フリップ・アルブレヒト(同盟90/緑の党)に2018年9月に引き継がれた。州副首相職はモニカ・ハインオルト(同盟90/緑の党)に2018年2月に引き継がれた。2021年にドイツ社会民主党、 緑の党、自由民主党の3党からなる連立政権であるショルツ内閣が発足し、副首相兼経済・気候保護大臣に就任した。

## 来歴

### 学歴
ハーベックはシュレースヴィヒ・ホルシュタイン州プレーン郡ハイケンドルフにあるハインリヒ・ハイネ・ギムナジウムに通い、1989年にアビトゥーア試験を受けた。その後、兵役に代わる代替義務職としてハンブルクの社会福祉施設で働いた。1991年、フライブルク大学に入学し、哲学学群で、哲学、ドイツ語学、文献学等を学んだ。1992/1993学期での中間試験を終えた後、デンマークのロスキレ大学に通った。
1996年、クールラントの文学者カシミール・ウルリヒ・ベーレンドルフ(1775–1825)の詩に関する論文でハンブルク大学から修士の学位を取得し 、翌年に修士論文を公刊した。1996年から1998年までハンブルク大学の学修課程(博士後期課程)に属し、2000年に文学的耽美主義に関する学位請求論文で博士の学位を得た。

### 家族
1996年、ロベルト・ハーベックは女性作家アンドレア・パロフと結婚した。長男が生まれた後、1999年双生児が誕生した。その時、家族はリューネブルクに転居した。2001年になって、家族はフレンスブルクに転居した。2002年に4人目の息子が生まれた。ハーベックはデンマーク語を流暢に話す。

## 作家活動
1999年以降、ロベルト・ハーベックと妻のアンドレア・パロフは自由な作家として、共作という形で著作の出版を始めた。インタビューにおいて、共作(合作)作家という活動形態は共同で生活するというプランを意識した決断であると語った。児童書と英国抒情詩の翻訳と並んで、ロベルト・ハーベックとアンドレア・パロフは小説を発表し続けている。
これらの小説において、北欧文学と英国文学から明確な影響が容易に理解できる。小説において何度も繰り返されているモチーフは人間における自由と決断の葛藤関係から来ている。2008年12月、2人によって初めて書かれた『1918年』という題名の戯曲がキール劇場で公演された。この戯曲は第1次世界大戦末期のキール水兵反乱を扱っていた。

## 政治活動

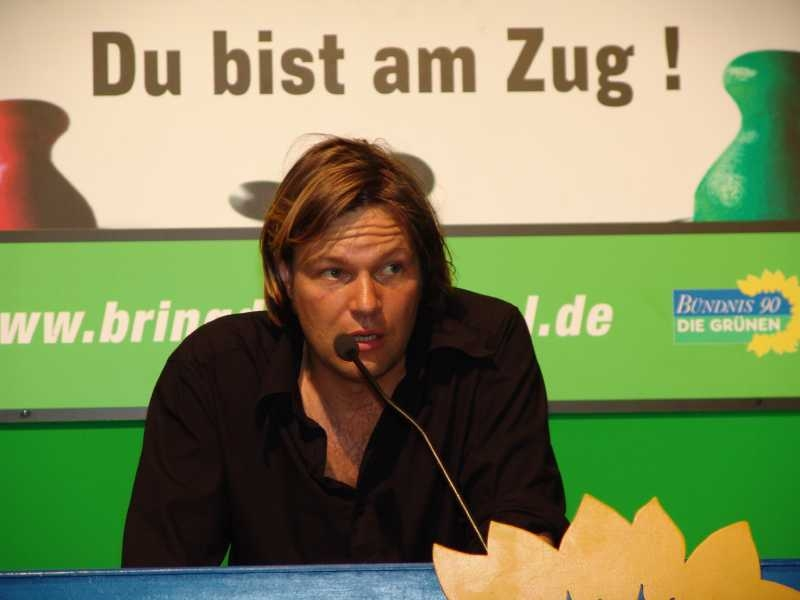
ロベルト・ハーベック(2005)

### 地方自治体での政治活動
2002年、ハーベックは同盟90/緑の党の党員になった。2002年から2004年までシュレースヴィヒ＝フレンスブルク郡支部代表、2004年にシュレースヴィヒ＝ホルシュタイン州党支部代表に就任した。2006年、同盟90/緑の党の全国指導部の幹部委員候補になったが落選した。2008年、シュレースヴィヒ＝フレンスブルク郡議会選挙に際して、同盟90/緑の党の代表候補になり、選挙当選後の同年8月にハーベックは同盟90/緑の党会派代表に就任した。

### 2009年、2012年州議会選挙
2009年、ロベルト・ハーベックとモニカ・ハインオルトはシュレースヴィヒ＝ホルシュタイン州議会選挙において同盟90/緑の党の代表候補者に選出された。選挙後、ハーベックは州議会党会派の院内総務になった。2012年州議会選挙においても、ハーベックは引き続いて代表候補者に選出された。

### 州政府副首相 (2012–2018)

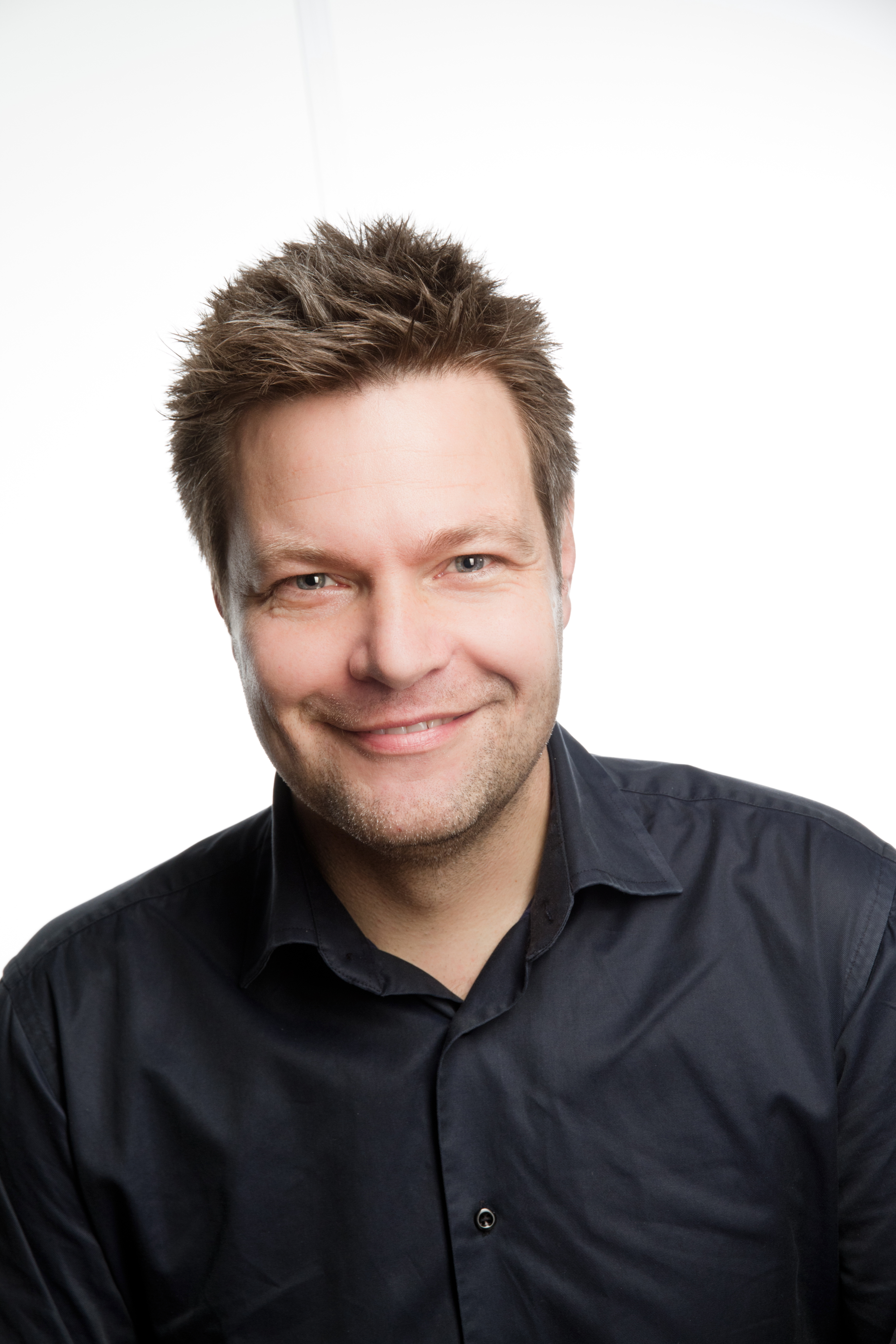
ロベルト・ハーベック(2012)

2012年の州議会選挙後、シュレースヴィヒ＝ホルシュタイン州副首相と州エネルギー改革、農業、環境相を務めた。2017年州議会選挙後の2017年6月28日、ダニエル・ギュンター (CDU)が州首相になり、キリスト教民主同盟 (CDU)、自由民主党 (FDP)、同盟90/緑の党の連立州政府が発足し、ハーベックは州副首相、エネルギー改革、農業、環境、自然保護・デジタル化担当相に任命された。彼はエネルギー改革担当閣僚として再生可能エネルギーの拡充に尽力した。シュレースヴィヒ＝ホルシュタイン州において、再生可能エネルギーの出力は2012年の5.3ギガワットから2016年の10.1ギガワットにまで増強された。さらに、ブルンスビュッテル石炭火力発電所の建設が州政府の拒否によって中止された。
2018年1月に同盟90/緑の党党首になったハーベックは同年5月になって州政府閣僚職の辞任を表明した。8ヶ月間の暫定移行期間が設けられたため、州政府閣僚の職務を継続したためである。この措置は同盟90/緑の党の2018年1月の連邦代議員会議(全国党大会)時の党則改正によって実現した。2018年8月31日、ハーベックはシュレースヴィヒ＝ホルシュタイン州政府閣僚職を辞任した。同時に、州議会議員の職も辞任した。

### 2017年ドイツ連邦議会選挙における代表候補者選出予備選挙
2015年5月、ハーベックはドイツ連邦議会選挙の党代表候補者選出予備選に出ることを表明した。2016年4月にノイミュンスターで開催された緑の党州代表者会議(州党大会)において、同盟90/緑の党党首選挙の男性枠に立候補することを表明した。2017年の同盟90/緑の党党首選挙に立候補したが、ハーベックはメディアから勝ち目のない泡沫候補と見なされていた。党首選挙には敗れたが35.74 %という代議員票を得て、男性枠で勝利したトルコ系移民2世ジェム・オズデミルの35.96%に肉薄した結果で周囲を驚かせた。
2017年ドイツ連邦議会選挙の後、ハーベックはキリスト教民主同盟 (CDU)、自由民主党 (FDP)、同盟90/緑の党の連立政権を目指す交渉担当になった。しかしながら、この連立構想は自由民主党 (FDP)からの同意を得ることが出来ず、失敗した。

### 党首就任
2018年1月27日、ハノーファーで開催された連邦代議員会議(党大会)でハーベックはアンナレーナ・ベアボックと並んで共同党首の1人に選出された。

### ショルツ内閣
2021年12月8日に発足したショルツ内閣にて副首相兼経済・気候保護大臣に就任した。

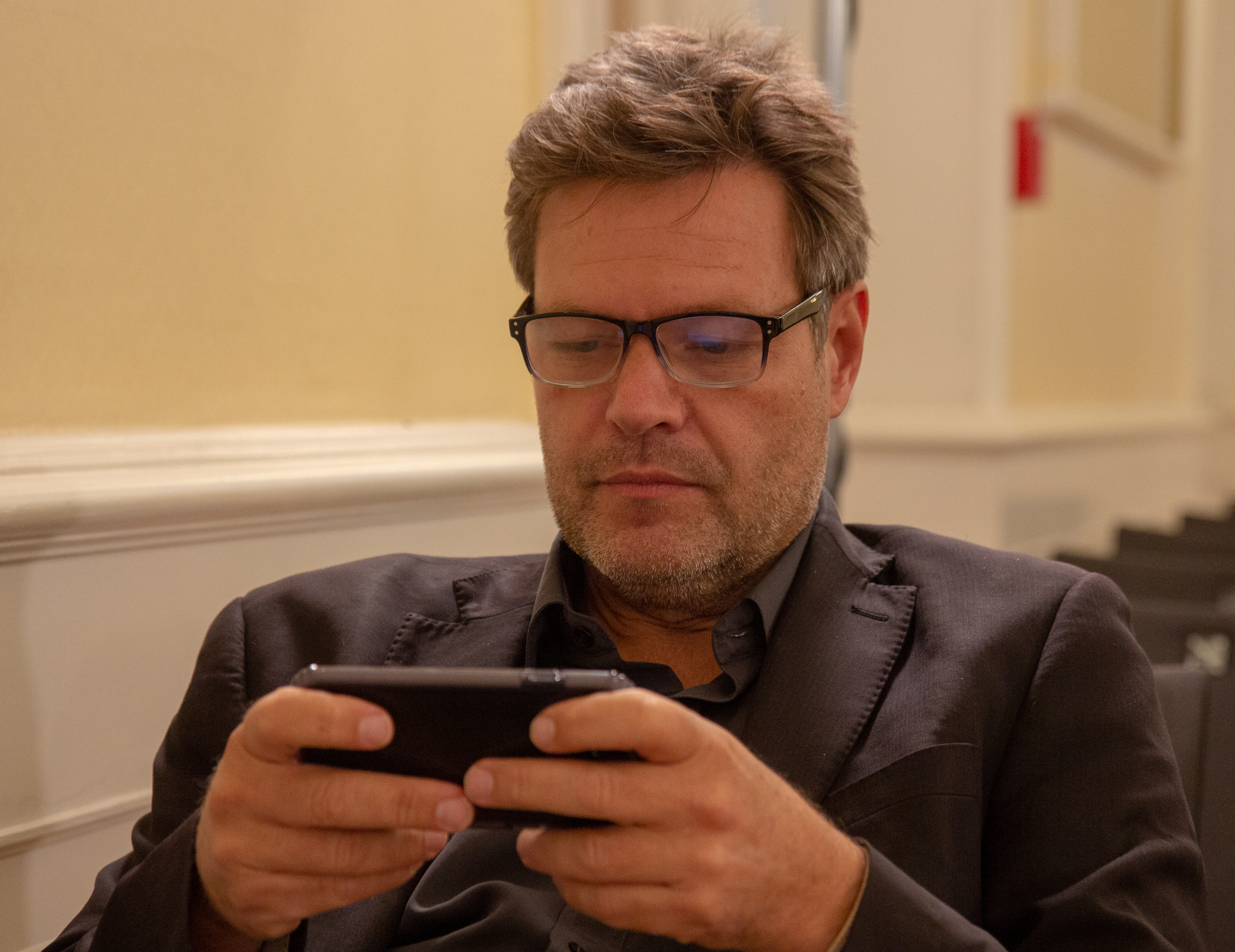
ロベルト・ハーベック(2018)

## 政策・主張
2016年4月、植物性食品のような代替食品が十分に供給されているので、食品を得るために動物を飼育し殺傷する行為を正当化する根拠は失われているという見解にハーベックは賛成した。2014年から2016年まで、ハーベックは高レベル放射性廃棄物貯蔵管理委員会のメンバーを務めた。ドイツにおける放射性廃棄物に関して、ニーダーザクセン州ゴアレーベンを最終処分貯蔵施設の候補地に選定しないとの見解を示した上で、2014年に高レベル放射性廃棄物貯蔵管理委員会に加わることを明らかにした。ゴアレーベンに関する調査活動はユルゲン・トリッティン元環境相(同盟90/緑の党)によって10年間にわたって凍結されていた。2012年にトリッティンによる高レベル放射性廃棄物に関する議案が同盟90/緑の党連邦代議員会議(全国党大会)に提出され、ハーベックはこの議案に賛成した。放牧地で家畜を飼育している者たちと保護されている野生オオカミの間にある利害対立の渦中にハーベックは置かれた。ロベルト・ハーベックと妻のアンドレア・パロックは銃によるオオカミ殺害をテーマにした作品を2001年に発表していた。2019年にこの作品が『オオカミの叫び』と題して改訂版として出版された。シュレースヴィヒ＝ホルシュタイン州農業相として、彼は自然保護と農業保護との間にある利害対立の調停をする役割を果たすことになった。オオカミを必要以上に捕獲することで、種として生存が不可能になると彼は見なした。家畜を保護するために、オオカミが種として生存するために必要とされた数を維持した上で、組織的な捕獲をすることに彼は反対しなかった。オオカミに関する利害対立に際して、同意を得るのではなく、利害を最優先するのでもない別の政治的スタイルをハーベックは望んだ。

## 批判
2019年1月、TwitterやYouTube上でのハーベックの発言に批判が巻き起こった。2019年テューリンゲン州議会選挙に関して、ソーシャルメディアの場において、ハーベックは緑の党を代表して「テューリンゲン州が開かれた、自由であって、リベラルで民主主義的な地域になってもらいたい」と発言した。この発言を聞いた多くの者たちは、「旧東独にあるテューリンゲン州を閉鎖的で専制的な非民主主義的地域であるとハーベックが見なしている」と解釈した。
同様に2018年におこなわれたバイエルン州議会選挙においても、「キリスト教社会同盟 (CSU)の単独支配を終わらせることでバイエルンに民主主義が復活する」とハーベックは発言し、バイエルン州の有権者に政権交代を求めた。この発言の後で、ハーベックは失言であったことを認め、自分自身が考えていたこととは全く別な発言をしてしまったと釈明した。バイエルン州において民主主義が継続していることを表現する代わりに、狭量な言葉を用いてしまったのはまったくのミスだったとした。この失言とTwitterやFacebookの自分のアカウントがハッカーによって消されてしまった少し前の出来事をハーベックは重ね合わせて釈明した。

## 作品
- Traumblind. Ein Gefühl wie Freiheit. SOLDI-Verlag, Hamburg 1990, ISBN 3-928028-04-9.
- Casimir Ulrich Boehlendorffs Gedichte: eine stilkritische Untersuchung, Königshausen und Neumann, Würzburg 1997, ISBN 9783826012808.
- mit Andrea Paluch: Hauke Haiens Tod. S. Fischer, Frankfurt am Main 2001, ISBN 3-10-059010-4. Taschenbuchausgabe: Fischer-Taschenbuch-Verlag, Frankfurt am Main 2003, ISBN 3-596-15976-8, Neuauflage Taschenbuch: Piper, München 2006, ISBN 3-492-24699-0.
- Die Natur der Literatur. Zur gattungstheoretischen Begründung literarischer Ästhetizität, Verlag Königshausen&Neumann, Würzburg 2001, ISBN 3-8260-2066-9. (= Univ. Hamburg, Diss. 2000)
- mit Andrea Paluch: Jagd auf den Wolf. Piper, München 2001, überarbeitete Neuausgabe: Ruf der Wölfe, Edel Kids Books, Hamburg 2019, 158 S., ISBN 978-3-96129-092-5.
- mit Andrea Paluch: Der Schrei der Hyänen. Piper, München 2004, ISBN 3-492-04611-8. Taschenbuchausgabe: Piper, München 2005, ISBN 3-492-24381-9.
- mit Andrea Paluch: Der Tag, an dem ich meinen toten Mann traf. Piper, München 2005, ISBN 3-492-04706-8.
- mit Andrea Paluch: Zwei Wege in den Sommer. Patmos, Düsseldorf 2006, ISBN 3-7941-8046-1.
- mit Andrea Paluch: Unter dem Gully liegt das Meer. Patmos, Düsseldorf 2007, ISBN 3-7941-8071-2.
- Verwirrte Väter – oder: Wann ist der Mann ein Mann. Gütersloher Verlagshaus, Gütersloh 2008, ISBN 978-3-579-06989-0.
- mit Andrea Paluch: 1918 – Revolution in Kiel: Mit dem Schauspiel „Neunzehnachtzehn“. Boyens, Heide 2008, ISBN 978-3-8042-1264-0.
- mit Andrea Paluch: SommerGIG. Patmos, Düsseldorf 2009, ISBN 978-3-7941-7075-3.
- Patriotismus: ein linkes Plädoyer. Gütersloher Verlagshaus, Gütersloh, 1. Aufl., 2010, ISBN 978-3-579-06874-9.
- Wer wagt, beginnt. Die Politik und ich. Kiepenheuer & Witsch, Köln 2016, ISBN 978-3-462-04949-7.
- Wer wir sein könnten. Warum unsere Demokratie eine offene und vielfältige Sprache braucht. Kiepenheuer & Witsch, Köln 2018, ISBN 978-3-462-05307-4.